# FK Jiskra Mšeno – Jablonec nad Nisou
FK Jiskra Mšeno – Jablonec nad Nisou je fotbalový klub z Mšena, které je dnes součástí Jablonce, od roku 2017 je účastník Divize C. Byl založen v roce 1945.

## Historie
Klub byl založen v roce 1945 jako SK Mšeno. V prvních letech existence se klub pohyboval především v okresních a nižších krajských soutěžích. Od 90. let 20. století se stává tradičním účastníkem severočeského krajského přeboru, později Libereckého přeboru. Historický úspěch přišel v roce 2011, kdy klub vyhrál krajský přebor a poprvé postoupil do Divize, tu však po dvou letech z ekonomických důvodů opustil. V roce 2017 se klub po vítězství v krajském přeboru vrátil do Divize

## Historické názvy
- SK Mšeno (Sportovní klub Mšeno)
- DSO Jiskra Mšeno (Dobrovolná sportovní organizace Jiskra Mšeno)
- TJ Naveta Jablonec nad Nisou (Tělovýchovná jednota Naveta Jablonec nad Nisou)
- TJ Elitex Jablonec nad Nisou (Tělovýchovná jednota Elitex Jablonec nad Nisou)
- 2006 – FK Jiskra Mšeno – Jablonec nad Nisou (Fotbalový klub Jiskra Mšeno - Jablonec nad Nisou)